# Côm xoan
Côm xoan (danh pháp khoa học: Elaeocarpus ovalis) là một loài thực vật có hoa trong họ Côm. Loài này được Miq. mô tả khoa học đầu tiên năm 1861.